# Malaysia International 2017
Die Malaysia International 2017 im Badminton fanden vom 14. bis zum 19. November 2017 in Pasir Gudang statt.

## Sieger und Platzierte
| Disziplin    | Gold                          | Silber                             | Bronze                                       |
| ------------ | ----------------------------- | ---------------------------------- | -------------------------------------------- |
| Herreneinzel | Iskandar Zulkarnain Zainuddin | Leong Jun Hao                      | Firman Abdul Kholik                          |
| Herreneinzel | Iskandar Zulkarnain Zainuddin | Leong Jun Hao                      | Nguyễn Tiến Minh                             |
| Dameneinzel  | Ruselli Hartawan              | Lin Ying-chun                      | Gabriela Meilani Moningka                    |
| Dameneinzel  | Ruselli Hartawan              | Lin Ying-chun                      | Vũ Thị Trang                                 |
| Herrendoppel | Goh Sze Fei Nur Izzuddin      | Chun Kang Shia Tan Wee Gieen       | Sabar Karyaman Gutama Frengky Wijaya Putra   |
| Herrendoppel | Goh Sze Fei Nur Izzuddin      | Chun Kang Shia Tan Wee Gieen       | Masato Takano Yoshiki Tsukamoto              |
| Damendoppel  | Misato Aratama Akane Watanabe | Kittipak Dubthuk Natcha Saengchote | Lim Chiew Sien Yap Zhen                      |
| Damendoppel  | Misato Aratama Akane Watanabe | Kittipak Dubthuk Natcha Saengchote | Jauza Fadhila Sugiarto Ribka Sugiarto        |
| Mixed        | Hiroki Okamura Naru Shinoya   | Yogendran Krishnan Prajakta Sawant | Lukhi Apri Nugroho Ririn Amelia              |
| Mixed        | Hiroki Okamura Naru Shinoya   | Yogendran Krishnan Prajakta Sawant | Yantoni Edy Saputra Marsheilla Gischa Islami |